# Phil Boersma
Paul Culpin (Kirkby, 24 settembre 1949) è un ex calciatore inglese, di ruolo attaccante.

## Caratteristiche tecniche
Era un'ala.

## Carriera

### Giocatore
Dopo aver giocato nelle giovanili del Liverpool viene per la prima volta aggregato alla prima squadra nel corso della stagione 1968-1969, nella quale non scende comunque mai in campo in partite ufficiali; fa il suo esordio con i Reds il 24 settembre 1969, subentrando dalla panchina in una partita di campionato persa per 3-2 sul campo del Manchester City. Nel corso della stagione 1969-1970 gioca complessivamente 4 partite in campionato, una partita in Coppa di Lega ed una partita in Coppa delle Fiere, terminando poi l'annata in prestito al Wrexham, con cui disputa 7 partite in terza divisione. Nella stagione successiva ha un periodo di diversi mesi (dal novembre del 1970 al marzo del 1971) nei quali, complice l'infortunio di Alun Evans, gioca regolarmente da titolare: totalizza complessivamente 15 presenze ed una rete in campionato, a cui aggiunge 3 presenze in FA Cup e 3 presenze in Coppa delle Fiere. Complice poi l'arrivo in squadra di Kevin Keegan perde del tutto il posto in squadra, riuscendo comunque a segnare una rete in 6 partite di campionato nella stagione 1971-1972 e 7 reti in 19 partite nella stagione seguente, nella quale è però protagonista soprattutto nella vittoriosa Coppa UEFA (che si aggiunge alla vittoria del campionato), nella quale realizza 4 reti in 8 presenze, subentrando tra l'altro dalla panchina anche nella finale di ritorno contro i tedeschi occidentali del Borussia M'gladbach. Nella stagione 1973-1974 gioca invece 15 partite di campionato e 2 partite in Coppa dei Campioni, alle quali aggiunge 5 presenze nella vittoriosa FA Cup 1973-1974. Scende in campo anche nel Charity Shield della stagione successiva, a sua volta vinto; in questa stessa stagione gioca poi 21 partite di campionato e 4 partite (nelle quali segna 2 reti) in Coppa delle Coppe. Nella stagione 1975-1976 gioca invece 3 partite di campionato ed una partita in Coppa UEFA (competizioni che verranno poi vinte dai Reds), per poi nel dicembre del 1975 trasferirsi dopo 120 presenze e 30 reti fra tutte le competizioni ufficiali con il Liverpool al Middlesbrough, altro club di prima divisione, dove rimane per una stagione e mezzo totalizzando complessivamente 45 presenze e 3 reti in incontri di campionato. Nell'estate del 1977 scende in seconda divisione al Luton Town, con cui nella stagione 1977-1978 mette a segno 8 reti in 35 partite di campionato; nella stagione seguente, dopo un'ulteriore presenza in seconda divisione con gli Hatters, scende invece in terza divisione ai gallesi dello Swansea City, con cui conclude l'annata segnando una rete in 18 partite di campionato, ritirandosi poi a fine stagione all'età di 30 anni, anche a causa di una gamba rotta in un contrasto di gioco nella sua ultima partita giocata.
In carriera ha totalizzato complessivamente 190 presenze e 29 reti nei campionati della Football League.

### Allenatore
Dal 1979 al 1983 è rimasto allo Swansea City, con il ruolo di vice allenatore. Dal 1983 al 1986 ha lavorato con un ruolo analogo al Lincoln City, mentre nella stagione 1986-1987 è stato vice del Doncaster. Dal 1987 al 1991 ha lavorato come fisioterapista nello staff di Graeme Souness ai Rangers. In seguito, nella stagione 1991-1992 e nella stagione 1992-1993 ha lavorato come vice al Liverpool, allenato sempre da Souness, che ha poi seguito nel corso del decennio successivo con un ruolo analogo sulle panchine di Southampton, Blackburn e Newcastle Utd. Nel 2008 è infine stato per un breve periodo vice del Llangefni Town, club della prima divisione gallese.

## Palmarès

### Giocatore

#### Competizioni nazionali
- Campionato inglese: 1

Liverpool: 1972-1973
- Coppa d'Inghilterra: 1

Liverpool: 1973-1974
- FA Charity Shield: 1

Liverpool: 1974

#### Competizioni internazionali
- Coppa UEFA: 1

Liverpool: 1972-1973